# Bacchisa violaceoapicalis
Bacchisa violaceoapicalis är en skalbaggsart som först beskrevs av Maurice Pic 1923.  Bacchisa violaceoapicalis ingår i släktet Bacchisa och familjen långhorningar. Inga underarter finns listade.